# Вітрянка (епізод Південного Парку)
Вітрянка (англ. Chickenpox) — 10 епізод 2 сезону (№ 23) серіалу «Південний парк», прем'єра якого відбулася 26 серпня 1998 року.

## Сюжет
У  Саут-Парку епідемія  вітрянки.  Шеллі і  Кенні заражаються, причому Шеллі у важкому стані доставляють у лікарню.  Доктор розповідає  мамі Стена, що в ранньому віці діти набагато легше переносять вітрянку, тоді як для дорослих людей ця хвороба може бути дуже небезпечною. Під час обговорення епідемії з іншими батьками вони всі разом вирішують заразити хлопців на вітрянку, щоб ті перехворіли нею в більш юному віці.  Стена,  Кайла і  Еріка відправляють у гості до хворого Кенні. Хлопці з'ясовують, що вітрянка — це різновид герпесу. Після ночівлі у Кенні Картман і Стен заражаються, причому, якщо Картман знаходить полегшення у ванні із заспокійливим від свербіжу каламіновим лосьйоном, то Стен так само погано переносить вітрянку, як і його сестра, тому його поміщають у ту ж лікарню, та ще й на сусідню з нею ліжко, що стає причиною додаткових страждань.
 Місіс Брофловські з Кайлом гостюють у родині Маккормік, де Кайл грає з Кенні в дивну гру «бекаписок», а їх матері обговорюють своїх чоловіків, з'ясовуючи, що в молодості ті були кращими друзями. Шейла вирішує відновити їх дружбу.  Стюарт, батько Кенні, заздрить багатству сім'ї Брофловські, а його колишній друг Джеральд Брофловські тим часом розповідає синові, що деякі люди повинні бути біднішими інших, що це частина капіталістичної ієрархії, званої їм «боги і блохи» (англ. « gods and clods »). Ця розмова підштовхує Кайла на опис в заданому додому творі концепції знищення всіх «бліх» в світі, щоб залишилися одні «боги» (Остаточне розв'язання єврейського питання).
Джеральд і Стюарт разом їдуть рибалити «як в старі добрі часи». Під час риболовлі вони згадують свою молодість, і, слово за слово, починають перепалку, що переростає в бійку. Здивований і сердитий Джеральд повертається додому, де впадає в лють, дізнавшись, що зустріч насправді була організована Шейлою.
Кайл випадково підслуховує телефонну розмова своєї матері і дізнається про змову батьків з метою заразити дітей «герпесом». Стен тікає з лікарні, зустрічається з Кайлом, разом вони виколупують з ванни з лосьйоном Картмана, і, з допомогою Шефа, придумують план помсти. Батьки, дізнавшись про втечу Стена, кидаються на пошуки, адже без своєчасного прийому ліків Стен може померти. Тим часом діти платять Старій Фріді, місцевії хвойді, що хворіє герпесом, за те, що б вона користувалась зубними щітками, помадою і іншими речами батьків хлопців. Раптово у Кайла також виявляються ознаки вітрянки, причому майже відразу після цього він втрачає свідомість. Його разом з іншими дітьми доставляють в лікарню. Шейла, бачачи стан сина, розуміє, яку дурість вони зробили, а Джеральд, знайшовши твір Кайла, кається в своїх словах про «богів і бліх». В кінці серії батьки, які заразилися герпесом, приходять в палату відвідати дітей. Після докорів і критики батьки розуміють, що герпес — справедливе покарання за те, що вони заразили своїх дітей.

## Смерть Кенні
У кінці серії всі сміються. Раптом у Кенні зупиняється серце. Стен і Кайл кажуть коронну фразу, і всі присутні, включаючи батьків Кенні, продовжують сміятися.

## Культурні відсилання
- Пояснюючи батькам, що трапиться, якщо Стен не прийме ліки, доктор каже: «Вітрянка проникне в його мозок і змусить його думати, ніби він — Девід Духовни!»
- По дорозі до дому Кенні і Картман співають пісню  Елвіса Преслі «In the Ghetto».
- Під час уроку, на якому Кайл — єдиний учень, на стіні висить плакат з фільму Трея Паркера «American History».
- В епізоді звучить пісня «I'm a Believer» групи The Monkees.
- Концепція «Боги і блохи», схожа з тією, що використовується в романі «Злочин і покарання».

## Цікаві факти
- Номер будинку Шефа — 10465.
- Стен і Кенні є сусідами, їх будинки розділяє одноколійна залізниця.